# Buena vida (álbum)
Buena vida es el nombre del octavo álbum de estudio del cantante y compositor argentino Diego Torres. Fue lanzado al mercado por Sony Music el 9 de octubre de 2015.

## Lista de canciones
| N.º | Título                              | Escritor(es)                                                   | Duración |  |
| 1.  | «La vida es un vals»                | Diego Torres · Antonio Rayo · Beatriz Luengo · Yotuel Romero   | 3:45     |  |
| 2.  | «Hoy es domingo» (con Rubén Blades) | Diego Torres · Antonio Rayo · Beatriz Luengo · Yotuel Romero   | 4:37     |  |
| 3.  | «Aquí estoy yo»                     | Diego Torres · Antonio Carmona · Julio C. Reyes · Rafa Arcaute | 3:58     |  |
| 4.  | «Iguales»                           | Diego Torres · Claudia Brant · Marcelo Wengrovski              | 3:35     |  |
| 5.  | «Mucho más allá»                    | Diego Torres · Claudia Brant · Julio C. Reyes                  | 3:15     |  |
| 6.  | «Por ellas» (con ChocQuibTown)      | Diego Torres · Claudia Brant · Julio C. Reyes                  | 3:37     |  |
| 7.  | «Fin del mundo»                     | Diego Torres · Antonio Rayo · Beatriz Luengo · Yotuel Romero   | 3:45     |  |
| 8.  | «Como agua en el desierto»          | Diego Torres · Amaury Gutiérrez · Rafa Arcaute                 | 3:20     |  |
| 9.  | «Sin ti conmigo»                    | Diego Torres · Rafa Arcaute · Ximena Muñoz                     | 4:01     |  |
| 10. | «Contradicción»                     | Diego Torres · Antonio Rayo · Beatriz Luengo · Yotuel Romero   | 3:40     |  |
| 11. | «La grieta»                         | Diego Torres · Antonio Rayo · Beatriz Luengo · Yotuel Romero   | 3:34     |  |

Bonus Track

| N.º | Título                          | Escritor(es) | Duración |  |
| 12. | «El camino» (con Ángela Torres) | Diego Torres | 3:28     |  |

## Posicionamiento en listas
| Listas (2015)                     | Mejor posición |
| --------------------------------- | -------------- |
| Argentina (CAPIF)                 | 1              |
| Estados Unidos (Latin Pop Albums) | 13             |